# Чорно-вогняний кріль
Чорно-вогняний або Тан — рідкісна порода кролів м'ясо-шкуркового напряму.

## Історія
У 1880 році виведена в Англії шляхом складного відтворювального схрещування тварин різних порід: голландський кролик, сріблястий кролик і дикий кріль, пізніше з породою бельгійський заєць.

## Біологічні характеристики
Будова міцна, іноді ніжна; тулуб короткий і щільний; груди глибокі, але недостатньо широкі; спина пряма; круп широкий; лапи прямі та міцні. Голова невелика з прямостоячими невеликими вухами довжиною 9-10 см; очі коричневі, при блакитнім забарвленні спини — блакитні. Середня жива маса — 3 кг, рекордистів — 5-5,3 кг.
Волосяний покрив довгий, густий, ніжний, еластичний, блискучий. Обрамлення ніздрів, нижньої щелепи, що доходить до потилиці, трикутник за вухами, дві плями спереду — вогненного забарвлення. Червона смуга починається на підборідді, охоплює груди, зону між передніми лапами й переходить на черево. На боки червона смуга заходить на 2 см. Над червоною смугою зона з чорними й жовто-червоним волоссям. На передніх лапах пальці чітко обмежені червоним волоссям. Пух на грудях блакитний, на животі червоний. Кроленята народжуються блакитно-вогняного кольору.